# Neyron
Neyron és un municipi francès situat al departament de l'Ain i a la regió d'Alvèrnia-Roine-Alps. L'any 2007 tenia 2.295 habitants.

## Demografia

### Població
El 2007 la població de fet de Neyron era de 2.295 persones. Hi havia 853 famílies de les quals 209 eren unipersonals (97 homes vivint sols i 112 dones vivint soles), 248 parelles sense fills, 340 parelles amb fills i 56 famílies monoparentals amb fills.
La població ha evolucionat segons el següent gràfic:
Habitants censats

### Habitatges
El 2007 hi havia 935 habitatges, 873 eren l'habitatge principal de la família, 18 eren segones residències i 44 estaven desocupats. 696 eren cases i 231 eren apartaments. Dels 873 habitatges principals, 640 estaven ocupats pels seus propietaris, 212 estaven llogats i ocupats pels llogaters i 21 estaven cedits a títol gratuït; 18 tenien una cambra, 69 en tenien dues, 118 en tenien tres, 191 en tenien quatre i 477 en tenien cinc o més. 729 habitatges disposaven pel capbaix d'una plaça de pàrquing. A 352 habitatges hi havia un automòbil i a 483 n'hi havia dos o més.

### Piràmide de població
La piràmide de població per edats i sexe el 2009 era:
| Homes | Edats   | Dones |
| ----- | ------- | ----- |
| 0     | 95 o +  | 0     |
| 4     | 90 a 94 | 8     |
| 8     | 85 a 89 | 12    |
| 8     | 80 a 84 | 8     |
| 16    | 75 a 79 | 24    |
| 40    | 70 a 74 | 24    |
| 40    | 65 a 69 | 52    |
| 48    | 60 a 64 | 44    |
| 52    | 55 a 59 | 64    |
| 72    | 50 a 54 | 76    |
| 84    | 45 a 49 | 96    |
| 88    | 40 a 44 | 56    |
| 80    | 35 a 39 | 76    |
| 80    | 30 a 34 | 108   |
| 92    | 25 a 29 | 76    |
| 52    | 20 a 24 | 80    |
| 68    | 15 a 19 | 84    |
| 48    | 10 a 14 | 76    |
| 92    | 5 a 9   | 80    |
| 84    | 0 a 4   | 32    |

## Economia
El 2007 la població en edat de treballar era de 1.569 persones, 1.124 eren actives i 445 eren inactives. De les 1.124 persones actives 1.067 estaven ocupades (562 homes i 505 dones) i 57 estaven aturades (26 homes i 31 dones). De les 445 persones inactives 150 estaven jubilades, 195 estaven estudiant i 100 estaven classificades com a «altres inactius».

### Ingressos
El 2009 a Neyron hi havia 918 unitats fiscals que integraven 2.417 persones, la mediana anual d'ingressos fiscals per persona era de 24.353 €.

### Activitats econòmiques
Dels 189  establiments que hi havia el 2007, 2 eren d'empreses alimentàries, 10 d'empreses de fabricació de material elèctric, 11 d'empreses de fabricació d'altres productes industrials, 26 d'empreses de construcció, 38 d'empreses de comerç i reparació d'automòbils, 4 d'empreses de transport, 6 d'empreses d'hostatgeria i restauració, 6 d'empreses d'informació i comunicació, 20 d'empreses financeres, 9 d'empreses immobiliàries, 37 d'empreses de serveis, 13 d'entitats de l'administració pública i 7 d'empreses classificades com a «altres activitats de serveis».
Dels 35 establiments de servei als particulars que hi havia el 2009, 2 eren tallers de reparació d'automòbils i de material agrícola, 3 paletes, 2 guixaires pintors, 3 fusteries, 6 lampisteries, 4 electricistes, 2 empreses de construcció, 1 perruqueria, 2 veterinaris, 5 restaurants, 3 agències immobiliàries, 1 tintoreria i 1 saló de bellesa.
Els 2 establiments comercials que hi havia el 2009 eren fleques.
L'any 2000 a Neyron hi havia 7 explotacions agrícoles.

## Equipaments sanitaris i escolars
L'únic equipament sanitari que hi havia el 2009 era una farmàcia.
El 2009 hi havia una escola elemental.

## Poblacions més properes
El següent diagrama mostra les poblacions més properes.